# Хорватія на літніх Олімпійських іграх 2012
Хорватія на літніх Олімпійських іграх  2012 була представлена 108 (110, враховуючи запасних гандболістів) спортсменами в 17 видах спорту.

## Медалісти
| Медаль | Спортсмени | Вид спорту            | Дисципліна           | Дата      |
| ------ | --- | --------------------- | -------------------- | --------- |
| Золото | Сандра Перкович | Легка атлетика        | метання диска, жінки | 4 серпня  |
| Золото | Джованні Церногораз | Стрілецький спорт     | трап, чоловіки       | 6 серпня  |
| Золото | Збірна Хорватії з водного поло Самір Барач Міхо Бошкович Іван Булюбашич Дамір Бурич Андро Бушлє Нікша Добуд Ігор Гінич Маро Йокович Петар Муслім Пауло Обрадович Йосип Павич Сандро Сукно Франо Вічан                               | Водне поло            | чоловіки             | 12 серпня |
| Срібло | Давид Шайн Мартін Сінкович Дамір Мартін Валент Сінкович | Академічне веслування | четвірка парна       | 3 серпня  |
| Бронза | Луція Занінович | Тхеквондо             | жінки, до 49 кг      | 8 серпня  |
| Бронза | Збірна Хорватії з гандболу Мірко Алілович Івано Балич Дамір Бічанич Денис Бунтич Іван Чупич Домагой Дувняк Яков Гоюн Златко Хорват Марко Копляр Блаженко Лацкович Веніо Лосерт Іван Нінчевич Мануель Штрлек Ігор Ворі Драго Вукович | Гандбол               | чоловіки             | 12 серпня |

## Академічне веслування
Чоловіки
| Спортсмени                                              | Дисципліна     | Відбіркові заїзди | Відбіркові заїзди | Втішний заїзд | Втішний заїзд | Чвертьфінали | Чвертьфінали | Півфінали | Півфінали | Фінал   | Фінал |
| Спортсмени                                              | Дисципліна     | Час               | Місце             | Час           | Місце         | Час          | Місце        | Час       | Місце     | Час     | Місце |
| ------------------------------------------------------- | -------------- | ----------------- | ----------------- | ------------- | ------------- | ------------ | ------------ | --------- | --------- | ------- | ----- |
| Маріо Векіч                                             | Одиночки       | 7:02.63           | 2                 | Н/Д           | Н/Д           | 7:05.78      | 4            | 7:33.51   | 1         | 7:27.60 | 15    |
| Дамір Мартін Давид Шайн Мартін Сінкович Валент Сінкович | Парні четвірки | 5:09.38           | 1                 | Н/Д           | Н/Д           | Н/Д          | Н/Д          | 6:03.39   | 1         | 5:44.78 | 2     |